# Magdalena Długosz
Magdalena Długosz (ur. 23 marca 1954 w Krakowie) – polska kompozytorka i pedagog.

## Życiorys
Studiowała kompozycję u Krystyny Moszumańskiej-Nazar (dyplom w 1978) oraz teorię muzyki u Józefa Patkowskiego w Akademii Muzycznej w Krakowie. W 2013 otrzymała stopień doktora habilitowanego na podstawie pracy Gemisatos na orkiestrę, solową partię komputerową, perkusję koncertującą i live electronics. W 2023 otrzymała tytuł naukowy profesora. Zatrudniona na macierzystej uczelni na stanowisku adiunkta, a następnie profesora. Od 1979 pracuje jako wykładowca w Studiu Muzyki Elektroakustycznej w Krakowie, pracowała także w Studiu Eksperymentalnym Polskiego radia w Warszawie, EMS w Sztokholmie, EAS w Bratysławie, Groupe de Recherche Appliquée en Musique Electroacoustique w Lyonie. Jej kompozycje były prezentowane na festiwalach w Polsce i za granicą (m.in. Norymberga, Kolonia, Berlin, Drezno, Hamburg, Sztokholm, Oslo, Waszyngton, Stuttgart, Mińsk). Jest członkiem komisji repertuarowej Festiwalu Warszawska Jesień. W 2010 otrzymała Doroczną Nagrodę Związku Kompozytorów Polskich „za wybitną twórczość kompozytorską oraz za wkład w rozwój muzyki elektroakustycznej”.